# Сезар (кінопремія, 1993)

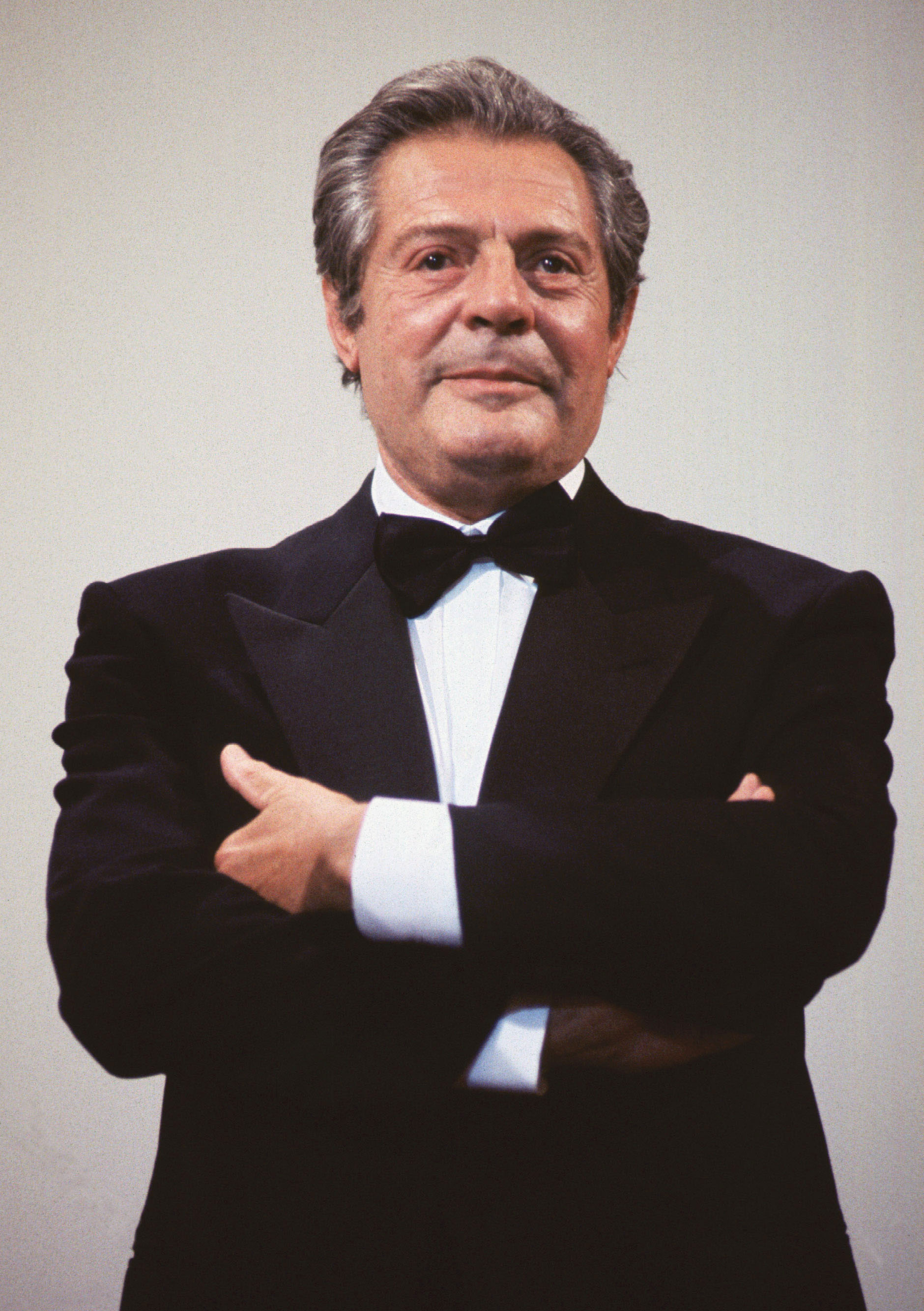
Президент 18-ї церемонії «Сезар» Марчелло Мастроянні

18-та церемонія вручення нагород премії «Сезар» Академії мистецтв та технологій кінематографа за заслуги у царині французького кінематографу за 1992 рік відбулася 8 березня 1993 року в Театрі Єлисейських полів (Париж, Франція).
Церемонія проходила під головуванням італійського актора Марчелло Мастроянні, розпорядником та ведучим виступив Фредерік Міттеран. Найкращим фільмом визнано стрічку Дикі ночі режисера Сиріла Коллара.

## Статистика
Фільми, що отримали декілька номінацій:
| Фільм                                              | Номінації | Перемоги |
| -------------------------------------------------- | --------- | -------- |
| • Індокитай / Indochine                            | 12        | 5        |
| • Крижане серце / Un cœur en hiver                 | 9         | 2        |
| • Дикі ночі / Les Nuits fauves                     | 7         | 4        |
| • Криза / La Crise                                 | 7         | 1        |
| • Коханець / L'Amant                               | 6         | 1        |
| • Л-627 / L.627                                    | 4         | —        |
| • І маленький принц сказав / Le Petit Prince a dit | 4         | —        |
| • Вечеря / Le Souper                               | 4         | 1        |
| • Акомпаніаторка / L'Accompagnatrice               | 3         | —        |
| • Вартовий / La Sentinelle                         | 3         | 1        |
| • Заради угоди / Beau fixe                         | 2         | —        |
| • Зебра / Le Zèbre                                 | 2         | —        |
| • Північ / Nord                                    | 2         | —        |

## Список лауреатів та номінантів
★Переможців виділено окремим кольором.

### Основні категорії
| Категорії                                       | Лауреати та номінанти                                                                      | Лауреати та номінанти                                                        |                                      |
| ----------------------------------------------- | ------------------------------------------------------------------------------------------ | ---------------------------------------------------------------------------- | ------------------------------------ |
| Найкращий фільм                                 | ★ Дикі ночі / Les Nuits fauves (реж.: Сиріл Коллар)                                        | ★ Дикі ночі / Les Nuits fauves (реж.: Сиріл Коллар)                          |                                      |
| Найкращий фільм                                 | • Індокитай / Indochine (реж.: Режис Варньє)                                               |                                                                              |                                      |
| Найкращий фільм                                 | • Л-627 / L.627 (реж.: Бертран Таверньє)                                                   |                                                                              |                                      |
| Найкращий фільм                                 | • Криза (реж.: Колін Серро)                                                                |                                                                              |                                      |
| Найкращий фільм                                 | • І маленький принц сказав (реж.: Крістіна Паскаль)                                        |                                                                              |                                      |
| Найкращий фільм                                 | • Крижане серце / Un cœur en hiver (реж.: Клод Соте)                                       |                                                                              |                                      |
| Найкраща режисерська робота                     |                                                                                            | ★ Клод Соте за фільм «Крижане серце»                                         | ★ Клод Соте за фільм «Крижане серце» |
| Найкраща режисерська робота                     | • Режис Варньє — «Індокитай»                                                               |                                                                              |                                      |
| Найкраща режисерська робота                     | • Бертран Таверньє — «Л-627»                                                               |                                                                              |                                      |
| Найкраща режисерська робота                     | • Крістіна Паскаль — «І маленький принц сказав»                                            |                                                                              |                                      |
| Найкраща режисерська робота                     | • Сиріл Коллар — «Дикі ночі»                                                               |                                                                              |                                      |
| Найкращий актор                                 |                                                                                            | ★ Клод Ріш — «Вечеря» (Le Souper (film, 1992)) (за роль Талейрана)           |                                      |
| Найкращий актор                                 | • Даніель Отей — «Крижане серце» (за роль Стефана)                                         |                                                                              |                                      |
| Найкращий актор                                 | • Рішар Беррі — «І маленький принц сказав» (за роль Адама Лейбовича)                       |                                                                              |                                      |
| Найкращий актор                                 | • Клод Брассер — «Вечеря» (за роль Фуше)                                                   |                                                                              |                                      |
| Найкращий актор                                 | • Венсан Ліндон — «Криза» (за роль Віктора Бареля)                                         |                                                                              |                                      |
| Найкраща акторка                                |                                                                                            | ★ Катрін Денев — «Індокитай» (за роль Еліан Девріє)                          |                                      |
| Найкраща акторка                                | • Анемон — «І маленький принц сказав» (за роль Мелані)                                     |                                                                              |                                      |
| Найкраща акторка                                | • Еммануель Беар — «Крижане серце» (за роль Камілли)                                       |                                                                              |                                      |
| Найкраща акторка                                | • Жульєт Бінош — «Збиток» (за роль Анні Бартон)                                            |                                                                              |                                      |
| Найкраща акторка                                | • Каролін Селльє (Caroline Cellier) — «Зебра» (Le Zèbre (film)) (за роль Камілли)          |                                                                              |                                      |
| Найкращий актор другого плану                   |                                                                                            | • Андре Дюссольє — «Крижане серце» (за роль Максима)                         |                                      |
| Найкращий актор другого плану                   | • Фабріс Лукіні — «Повернення Казанови» (за роль Каміля)                                   |                                                                              |                                      |
| Найкращий актор другого плану                   | • Жан-П'єр Мар'єль — «Макс і Джеремі» (за роль Алмейди)                                    |                                                                              |                                      |
| Найкращий актор другого плану                   | • Патрік Тімсі (Patrick Timsit) — «Криза» (за роль Мішу)                                   |                                                                              |                                      |
| Найкращий актор другого плану                   | • Жан Янн — «Індокитай» (за роль Ґі Асселіна)                                              |                                                                              |                                      |
| Найкраща акторка другого плану                  |                                                                                            | ★ Домінік Блан — «Індокитай» (за роль Іветт)                                 |                                      |
| Найкраща акторка другого плану                  | • Бріжит Катійон (Brigitte Catillon) — «Крижане серце» (за роль Режіни)                    |                                                                              |                                      |
| Найкраща акторка другого плану                  | • Мішель Ларок — «Криза» (за роль Мартіни)                                                 |                                                                              |                                      |
| Найкраща акторка другого плану                  | • Марія Паком (Maria Pacôme) — «Криза» (за роль мадам Барель)                              |                                                                              |                                      |
| Найкраща акторка другого плану                  | • Забу Брайтман — «Криза» (за роль Ізабель Барель)                                         |                                                                              |                                      |
| Найперспективніший актор                        |                                                                                            | ★ Еммануель Салінжер (Emmanuel Salinger) — «Вартовий» (La Sentinelle (film)) |                                      |
| Найперспективніший актор                        | • Ксав'є Бовуа — «Північ» (Nord (film))                                                    |                                                                              |                                      |
| Найперспективніший актор                        | • Грегуар Колен (Grégoire Colin) — «Олів'є, Олів'є» (Olivier, Olivier)                     |                                                                              |                                      |
| Найперспективніший актор                        | • Олів'є Мартінес — «Острів мастодонтів» (IP5 (film))                                      |                                                                              |                                      |
| Найперспективніший актор                        | • Жульєн Рассам — «Акомпаніаторка» (L'Accompagnatrice)                                     |                                                                              |                                      |
| Найперспективніша акторка                       |                                                                                            | ★ Романа Борінже — «Дикі ночі»                                               |                                      |
| Найперспективніша акторка                       | • Ізабель Карре — «Заради угоди» (Beau fixe) (за роль Валері)                              |                                                                              |                                      |
| Найперспективніша акторка                       | • Шарлотт Каді (Charlotte Kady) — «Л-627»                                                  |                                                                              |                                      |
| Найперспективніша акторка                       | • Фам Лінь Дан — «Індокитай»                                                               |                                                                              |                                      |
| Найперспективніша акторка                       | • Ельза Зільберштейн — «Заради угоди» (за роль Фредеріки)                                  |                                                                              |                                      |
| Найкращий оригінальний або адаптований сценарій |                                                                                            | ★ Колін Серро — «Криза»                                                      | ★ Колін Серро — «Криза»              |
| Найкращий оригінальний або адаптований сценарій | • Мішель Александр (Michel Alexandre (scénariste)) та Бертран Таверньє — «Л-627»           |                                                                              |                                      |
| Найкращий оригінальний або адаптований сценарій | • Арно Деплешен — «Вартовий»                                                               |                                                                              |                                      |
| Найкращий оригінальний або адаптований сценарій | • Сиріл Коллар — «Дикі ночі»                                                               |                                                                              |                                      |
| Найкращий оригінальний або адаптований сценарій | • Жак Ф'єскі (Jacques Fieschi) та Клод Соте — «Крижане серце»                              |                                                                              |                                      |
| Найкраща музика до фільму                       | ★ Габріель Яред за музику до фільму «Коханець»                                             | ★ Габріель Яред за музику до фільму «Коханець»                               |                                      |
| Найкраща музика до фільму                       | • Жорж Делерю — «Д'єнб'єнфу»                                                               |                                                                              |                                      |
| Найкраща музика до фільму                       | • Патрік Дойл — «Індокитай»                                                                |                                                                              |                                      |
| Найкраща музика до фільму                       | • Рене-Марк Біні (René-Marc Bini) — «Дикі ночі»                                            |                                                                              |                                      |
| Найкращий монтаж                                | ★Лізе Больє — «Дикі ночі»                                                                  | ★Лізе Больє — «Дикі ночі»                                                    |                                      |
| Найкращий монтаж                                | • Женев'єва Віндінґ (Geneviève Winding) — «Індокитай»                                      |                                                                              |                                      |
| Найкращий монтаж                                | • Ноель Буассон (Noëlle Boisson) — «Коханець»                                              |                                                                              |                                      |
| Найкраща операторська робота                    | ★ Франсуа Катонне — «Індокитай»                                                            | ★ Франсуа Катонне — «Індокитай»                                              |                                      |
| Найкраща операторська робота                    | • Ів Анжело — «Акомпаніаторка»                                                             |                                                                              |                                      |
| Найкраща операторська робота                    | • Робер Фресс (Robert Fraisse) — «Коханець»                                                |                                                                              |                                      |
| Найкраща операторська робота                    | • Ів Анжело — «Крижане серце»                                                              |                                                                              |                                      |
| Найкращі декорації                              | ★ Жак Бюфнуар — «Індокитай»                                                                | ★ Жак Бюфнуар — «Індокитай»                                                  |                                      |
| Найкращі декорації                              | • Хоанг Тан Ет — «Коханець»                                                                |                                                                              |                                      |
| Найкращі декорації                              | • Франсуа Де Ламот (François de Lamothe (décorateur)) — «Вечеря»                           |                                                                              |                                      |
| Найкращі костюми                                | ★ Сільві Де Сегонзак — «Вечеря»                                                            | ★ Сільві Де Сегонзак — «Вечеря»                                              |                                      |
| Найкращі костюми                                | • П'єр-Ів Ґайро та Габріелла Пескуччі — «Індокитай»                                        |                                                                              |                                      |
| Найкращі костюми                                | • Івонн Сассіно Де Нель (Yvonne Sassinot de Nesle) — «Коханець»                            |                                                                              |                                      |
| Найкращий звук                                  | ★ Домінік Еннекен (Dominique Hennequin) та Гійом С'їама (фр.) — «Індокитай»                | ★ Домінік Еннекен (Dominique Hennequin) та Гійом С'їама (фр.) — «Індокитай»  |                                      |
| Найкращий звук                                  | • Поль Лайне (фр.) та Жерар Лампс (Gérard Lamps) — «Акомпаніаторка»                        |                                                                              |                                      |
| Найкращий звук                                  | • П'єр Ленуар (Pierre Lenoir) та Жан-Поль Лобліє (фр.) — «Крижане серце»                   |                                                                              |                                      |
| Найкращий дебютний фільм                        | ★ «Дикі ночі» — реж.: Сиріл Коллар                                                         | ★ «Дикі ночі» — реж.: Сиріл Коллар                                           |                                      |
| Найкращий дебютний фільм                        | • «Вартовий» — реж.: Арно Деплешен                                                         |                                                                              |                                      |
| Найкращий дебютний фільм                        | • «Зебра» — реж.: Жан Пуаре (Jean Poiret)                                                  |                                                                              |                                      |
| Найкращий дебютний фільм                        | • «Північ» — реж.: Ксав'є Бовуа                                                            |                                                                              |                                      |
| Найкращий дебютний фільм                        | • «Незначні люди» (Riens du tout) — реж.: Седрік Клапіш                                    |                                                                              |                                      |
| Найкращий короткометражний фільм                | ★ Версаль, лівий берег / Versailles Rive-Gauche (реж.: Брюно Подалідес)                    | ★ Версаль, лівий берег / Versailles Rive-Gauche (реж.: Брюно Подалідес)      |                                      |
| Найкращий короткометражний фільм                | • «Хаммам» / Hammam (реж.: Флоренс Міель)                                                  |                                                                              |                                      |
| Найкращий короткометражний фільм                | • «Двірник» / Le balayeur (реж.: Серж Еліссальд)                                           |                                                                              |                                      |
| Найкращий короткометражний фільм                | • «Омнібус» / Omnibus (реж.: Сем Карманн)                                                  |                                                                              |                                      |
| Найкращий фільм іноземною мовою                 | Іспанія ★ Високі підбори / Tacones lejanos (Іспанія, реж. Педро Альмодовар)                | Іспанія ★ Високі підбори / Tacones lejanos (Іспанія, реж. Педро Альмодовар)  |                                      |
| Найкращий фільм іноземною мовою                 | Велика Британія • Коханець / L'Amant (Велика Британія, Франція, В'єтнам реж. Жан-Жак Анно) |                                                                              |                                      |
| Найкращий фільм іноземною мовою                 | США • Чоловіки і дружини / Husbands and Wives (США, реж. Вуді Аллен)                       |                                                                              |                                      |
| Найкращий фільм іноземною мовою                 | Велика Британія • Говардс Енд / Howards End (Велика Британія реж. Джеймс Айворі)           |                                                                              |                                      |
| Найкращий фільм іноземною мовою                 | США • Гравець / The Player (США, реж. Роберт Олтмен)                                       |                                                                              |                                      |

### Спеціальні нагороди
| Нагорода         | Лауреати              | Лауреати   |
| ---------------- | --------------------- | ---------- |
| Почесний «Сезар» |                       | • Жан Маре |
| Почесний «Сезар» | • Марчелло Мастроянні |            |
| Почесний «Сезар» | • Жерар Урі           |            |